# Фри-соло (фильм)
Фри-со́ло (англ. Free Solo) — американский документальный фильм 2018 года, снятый Элизабет Чай Васархели и Джимми Чином. Фильм рассказывает о скалолазе Алексе Хоннольде в его стремлении выполнить свободное одиночное восхождение на Эль-Капитан в июне 2017 года. Премьера фильма состоялась на Теллуридском кинофестивале 31 августа 2018 года, а также он был показан на Международном кинофестивале в Торонто в 2018 году, где он выиграл Приз зрительских симпатий: документальные фильмы. Он был выпущен в Соединённых Штатах 28 сентября 2018 года, получил положительные отзывы критиков и собрал более 19 миллионов долларов. Фильм получил множество наград, в том числе победу в номинации «Лучший документальный фильм» на 91-й церемонии вручения премии «Оскар». Премьера фильма в России состоялась 24 марта 2019 года на канале National Geographic.

## Съёмки
Поначалу Джимми Чин не хотел ввязываться в съёмки фри-соло Алекса Хоннольда. Он изменил своё мнение после встречи с Джоном Кракауэром, который призвал Чина передумать, — ведь Алекс так и так будет делать задуманное, вне зависимости от того, будут его снимать или нет. 
В фильм включены документальные кадры производственного процесса, из которых видно, как режиссёр Джимми Чин и его съёмочная группа решают вопрос о том, как снимать фильм, не отвлекая Хоннольда от процесса восхождения. По словам режиссёра Элизабет Чай Васархели, решение этой проблемы было найдено путём длительных проб и ошибок.
Для получения записи звука от Хоннольда (который часто находился слишком далеко от видеокамер, для того чтобы можно было использовать беспроводные микрофоны) было разработано специальное звукозаписывающее устройство, которое Хоннольд нёс в сумке для мела.
Фильм был снят компанией National Geographic Partners, владельцем большей части которой (на момент выхода фильма) являлась 21st Century Fox, а остальная часть принадлежала Национальному географическому обществу.
Во время съёмок на Такждаде в Марокко, в день фри-соло Алекса на маршруте «Пурпурные реки» (5.12с, 500 м), Чин случайно выбил из-под ног большой камень, обломки которого лишь чудом не задели находившихся ниже по скале операторов Дэйва Олфри и Джима Хёрста. Чин был в ужасе от мысли, что подобное могло бы произойти в то время, когда Алекс (без каски и страховки) уже был бы на маршруте. У Клэра Попкина, который вёл съёмки с вершины, была другая причина для паники — французский канатоходец, решивший пройтись на слэклайне как раз в то время, когда Алекс был на стене. После того, как Алекс закончил фри-соло и стал спускаться с горы, оператор Майки Шефер сказал:

Я не хочу заниматься этим до конца своих дней. Весь этот стресс просто разрушит меня. Я знавал других операторов, работавших в горах, они навидались всякого и нажили себе паранойю, потому что дошли до ручки.
Можно же в конце концов снимать рекламу авто или моделей в Мексике… Но ни одна из этих работ не была бы по-настоящему значимой. Торгуешь всяким шлаком. А здесь мы пытаемся показать кого-то особенного. 

Вскоре после возвращения в США Алекс упал и повредил лодыжку. Его травма угрожала растянуть, либо вообще сорвать график съёмок — на восстановление связок могли уйти месяцы, — так что Чин нервничал из-за вынужденного простоя своей команды (к которой также присоединился новый ассистент оператора Джейкоб Бин). Тем не менее, так как перелома не было, доктор сказал Алексу, что тот может потихоньку нагружать больную ногу — настолько, насколько ему комфортно. Алекс сразу же возобновил тренировки и вскоре появился сначала на скалодроме, а потом и в горах Йосемити. Он много ходил пешком и лазал соло простые для себя маршруты категории 5.9, при этом на здоровую левую ногу он надевал скальник, а на опухшую правую — трекинговый ботинок бо́льшего размера. Алекс увеличивал нагрузку и вскоре каждое утро стал проходить соло один из сложнейших маршрутов в парке — «Отличное приключение» на скале Рострум (5.13). 
На следующий день после того, как в связке с Томми Колдуэллом он прошёл маршрут «Великий побег» (5.11/5.12?), он решился на выполнение его фри-соло — возможно, чтобы не потерять мотивацию. Это было первое фри-соло Алекса со времён поездки в Марокко. Взяв с собой скальник на правую ногу, и решив, что если потребуется, он переобуется на скале, сперва он пошёл на маршрут с верёвкой (игнорируя правила организации страховки, он использовал карабин без муфты). Спустившись через полчаса, и заявив, что «лодыжка болит», Алекс, тем не менее, переобулся в разноразмерные скальники и начал фри-соло. 
«Когда больно, главное — поддерживать боевой дух» — сообщил он после того, как спустился. Совершив восхождение и обратный спуск за 37 минут, он был уверен, что поставил рекорд скорости на этом маршруте. Как и в Марокко, съёмочная группа сильно понервничала. Чин, находясь совсем рядом с Алексом, поставил ногу на «гуляющую плиту» и был в ужасе, от того, что если она вывалится, его откачнёт от стены и он может врезаться в Алекса. Пытаясь не шелохнуться, он не менял объективы и даже не помнил, нажимал ли кнопку записи или нет. «Я настолько сдрейфил, что даже ракурс ни разу не поменял, пока Алекс лез… Мы, безусловно, боимся сильнее, чем Алекс». Майки Шефер старался вообще не смотреть на Алекса: когда сверху посыпались камни, и Марк Синнот отошёл от скалы дальше вниз по тропе, он нашёл оператора, возившегося в своём телефоне, стоя спиной к стене, — «словно ему было неинтересно наблюдать за тем, как лезет Алекс».

## Кассовые сборы
По состоянию на 24 февраля 2019 года, фильм собрал 16,5 млн долларов в Соединённых Штатах и Канаде и 2,8 млн долларов на других территориях, что в целом составляет 19,3 млн долларов США.
В первые выходные фильм заработал 300 804 долларов в четырёх кинотеатрах, превзойдя фильмы «Восьмой класс» и «Неудобная правда», соответственно, что является самым высоким показателем в 2018 году для документального кино и за всё время документального кино. Во вторые выходные фильм выходил уже в 41 кинотеатре, заработав 562 786 долларов. Фильм собрал 859 051 долларов из 129 кинотеатров в третий уик-энд и 1 миллион долларов в 251 кинотеатрах в четвёртый уик-энд. В течение своих пятых выходных он заработал 1,06 миллиона долларов в 394 кинотеатрах, в результате чего общая кассовая сборка составила более 5 миллионов долларов.

## Отзывы
По обзору Rotten Tomatoes, фильм имеет рейтинг одобрения 98 % на основе 108 отзывов, со средней оценкой 8,3 / 10. На Metacritic фильм имеет средний балл 83 из 100, основано на 25 критиках, что указывает на «всеобщее признание».
Питер Дебрюдж в Variety позитивно охарактеризовал фильм. Ричард Лоусон из Vanity Fair назвал фильм «бодро сделанным» и написал: «Я покинул театр воодушевленным и потрясённым, в восторге от достижений этого харизматичного человека, но испуганный тем, что это вдохновит других на попытки сделать то же самое».